# 哈尔塔
哈尔塔（德語：Hartha，發音：[ˈhaʁtaː] ⓘ）是德国萨克森州中萨克森县的城市，面积54.4平方千米，2023年12月31日人口为6,700人。